# Deux accords diront
Deux accords diront is een Belgisch muzikaal project van Anne Niepold (die ook in Olla Vogala speelt) en Aline Pohle die beide diatonische accordeon spelen. Ze bespelen beide diatonische accordeon sinds hun kindertijd en ze hebben bij verschillende grote accordeonisten les en stage gevolgd. De muziek is volledig geschreven door Anne Niepold. Het heeft voornamelijk invloeden van Franse traditionele muziek met Keltische en Oosterse invloeden en jazz.

## Discografie
- Noctambules (1999)
- L'Histoire du Kangourou (2002)
- Gardadvergur (Homerecords, 2006)